# Donna Karan
Donna Karan (rodným jménem Donna Ivy Faske; * 2. října 1948 New York), známá také jako „DK“, je americká módní návrhářka a autorka značek Donna Karan New York a DKNY.

## Život a kariéra
Narodila se v Newyorské čtvrti Queens. Její rodina je židovského původu. Po absolvování Parsons School of Design pracovala pro Anne Klein. Nakonec se stala vedoucí designérského týmu Anne Klein a zůstala u ní až do roku 1984, kdy uvedla na trh svou vlastní značku Donna Karan.
Donna Karan se proslavila svou řadou „Essentials“, která zpočátku nabízela sedm jednoduchých kousků, soustředěných kolem body, jež bylo všechny možné kombinovat, a v roce 1985 vytvořila se svou první kolekcí plně integrovaný šatník. Vždy trvala na tom, že bude navrhovat pouze oblečení, jako třeba žerzejové šaty a neprůhledné punčocháče z lycry, které by sama nosila.
V roce 1988 Donna Karan, přezdívaná Královna Sedmé avenue, rozšířila svou dámskou řadu „Donna Karan New York“ o levnější řadu oblečení pro mladší ženy s názvem DKNY. O dva roky později vytvořila kolekci DKNY Jeans, inspirovanou džínovinou. Řada DKNY pro muže byla uvedena na trh v roce 1992, rok poté, co byla představena řada „Signature“ pro muže. V roce 1992 také uvedla na trh šaty „cold shoulder“, žerzejové šaty s dlouhými rukávy, které měly na ramenou hluboké výřezy odhalující kůži pod nimi.
V roce 1997 opustila pozici generální ředitelky, ale nadále zůstala předsedkyní správní rady a návrhářkou řady Donna Karan. Po roce 2002 se návrhářské práci pomalu přestávala věnovat. V srpnu 2008 Karan ještě jednou uvedla na trh své ukončené řady vůní z 90. let.
V roce 2015 Donna Karan oznámila, že odstupuje z čela své stejnojmenné společnosti a bude se věnovat pouze své lifestylové značce Urban Zen, kterou založila v roce 2007.
V současné době bydlí v Northwest Harbor (East Hampton) na Long Islandu ve státě New York, ale střídavě také v New Yorku a na ostrovech Turks a Caicos.